# Канастеро болівійський
Канасте́ро болівійський (Asthenes heterura) — вид горобцеподібних птахів родини горнерових (Furnariidae). Мешкає в Болівії і Аргентині.

## Опис
Довжина птаха становить 17 см. Верхня частина тіла бурувато-сіра, нижня частина тіла світліша з охристим відтінком. На підборідді руда пляма з коричневими краями. На крилах широка руда смуга. Над очима вузька охристо-кремові брови. Хвіст коричнювато-рудий з вузькими темно-коричневими центральними стерновими перами.

## Поширення і екологія
Болівійські канастеро поширені в Болівії (Ла-Пас, Кочабамба, Чукісака, Тариха) та на північному сході Аргентини (Жужуй, Сальта, Тукуман). Вони живуть у високогірних чагарникових заростях Gynoxys і Baccharis, на гірських луках, у гірських лісах Polylepis і Alnus, на полях і пасовищах. Зустрічаються на висоті від 3000 до 4200 м над рівнем моря.

## Збереження
МСОП класифікує цей вид як такий, що не потребує особливих заходів зі збереження. За оцінками дослідників, популяція болівійських канастеро становить від 10 до 20 тисяч птахів. Їм загрожує знищення природного середовища.